# SIREN: New Translation
『SIREN: New Translation』（サイレンニュートランスレーション）は、ソニー・コンピュータエンタテインメント（SCEI）が開発および発売したPlayStation 3用のホラーゲーム。『SIREN』シリーズの第3作である。日本国外での名称は「Siren: Blood Curse」。

## 概要
舞台は第1作『SIREN』と同じ羽生蛇村であるが、第1作および『SIREN2』が日本人のキャラクター主体であるのに対し、本作はアメリカ人のキャラクターを主体とした物語作品になっている。外国向けに作られた作品であるためか、敵のモチーフ等も外国人が嫌悪しやすい昆虫に変えられていたりとハリウッド映画のような良くも悪くも分かりやすい演出が加えられている。
ストーリーに関しても第1作を踏襲しつつ、それを一度分解しキャラクターを変えて再構成した「新訳」（New Translation）という形が取られた。そのため、本作は『SIREN』の世界での正史ではなく、第1作を元に作られたフィクション的な位置づけである（『SIREN2』でいう平行世界での出来事とも取れる）。
ストーリーは一本道化され、「リンクナビゲーター」「終了条件の概念」は廃止された。全体が12のエピソードに分かれて構成されている。また、それぞれのエピソードには、海外ドラマのようにオープニング（あらすじ）と次回予告が挿入されている。
上記の変化を踏まえ、正式発売に先駆けた「先行ダウンロード販売」が行われた。これは、あらかじめダウンロードされた本編が7月24日の発売日に向けて1日1エピソードずつ解禁されていく仕組みで、全国のユーザーがその都度情報を共有しつつエンディングに向かって足並みを揃えて進んでいく、という楽しみ方を可能にする試みであった。
また、公式ページでは「エピソード0」が公開され、こちらも発売日に向けて1日1チャプター（全13回）ずつ公開された。「エピソード0」では日本のテレビクルーが本編と同日に羽生蛇村を訪れるという設定である。現在は閲覧不可。
元々はサム・ライミが主宰する「ゴーストハウス・ピクチャーズ」による映画版の制作が予定されており、本作はその映画と連動する企画となるはずであった。登場人物にアメリカ人が据えられているのもその関係だったが、結局映画は制作されず、ゲーム単体での発売となった。
後年、ディレクターの外山圭一郎は「マーケット的な事情などから海外を意識し過ぎていた」「その中で最大限の結果を残したつもりだが、生き残るため、と奔走するうちに何かを見失っていた」と述べており、「日本の良さ、強さを理解して明確に打ち出し、それでいて普遍性が高いことをやらなければいけない」という考えに変わったことが後の『GRAVITY DAZE』の開発に繋がったとしている。

## 追加・変更された要素
アクション要素
- 攻撃構えがなくなり、各種攻撃は□ボタンかR1ボタンのみで行うようになった。
- 銃構えがL1ボタンになり、照準移動も右スティックでの操作に変更された。銃構えの際は、左スティックで動けるので、狙撃銃での移動撃ちが可能になった。
- サブコマンド（前作までのリストメニューから選べるコマンド）や懐中電灯のON/OFFは全て十字キーで行うようになった。
- 相手を転倒させることができるダッシュ攻撃や転倒した敵への追い討ち攻撃、敵を一撃で倒す「フェイタルムーブ」が追加された。
- モーションセンサーに対応しており、転倒からの起き上がりや扉押さえ、敵の掴み攻撃から脱出などのアクションは全てコントローラーを振って対応する。
- 前作では素手攻撃で敵を倒せるキャラクターは3人だけであったが、今作では素手攻撃を出せるキャラクターは全員素手で敵を倒せるようになった（連続で攻撃を当てると反撃され転倒してしまうので倒すにはテクニックが必要）。

視界ジャック
- 前作までは相手の視界を見ると画面全体で表示されていたが、本作では操作キャラと相手の視界とで横に二分割されて表示されるようになった。この際は、画面上に最大3つまで相手の視界の表示が可能となっている。
- 前作では視界ジャックをしながらの移動は三上のみだったが、本作では全キャラ可能となっている（その際、表示できる視界は1つ）。

その他
- 前作までにあったスタミナの概念がなくなり、武器の所持も1つだけとなった。
- 前作までは終了条件が2つ存在したが、ストーリーの流れとして分かりやすくするために1つとなった。

## キャッチコピー
息することさえ、恐怖。

## あらすじ
2007年（昭和82年）8月3日。
自身のブログ宛てにきた謎のメッセージに興味を持ち、高校生のハワード・ライトは日本の山奥にある羽生蛇村を訪れた。そこでハワードは、「生贄の儀式」で生贄にされそうになっていた村の少女・美耶古を助け、その場から逃走する。しかし、突如として大音量のサイレンが鳴り響き、ハワードは人ならざるもの「屍人」がうごめく村の異変に巻き込まれることになる。
時を同じくして、村の取材に訪れていたTVレポーターのメリッサ・ゲイルとTVディレクターのソル・ジャクソン、取材に同行した文化人類学者のサム・モンローとその娘のベラ・モンローらTVクルー一行も、この村の異変に巻き込まれてしまい、村からの脱出を試みることになる。
さらには、記憶を無くした謎の求導女のアマナや、医師の犀賀省悟ら村の住人達も怪異に巻き込まれ、様々な人間が交錯する中で決死の逃避行を繰り返していく。
ハワードは逃走の最中に美耶古と再会し、行動を共にする中で互いに惹かれ合っていく。しかし美耶古は、『生贄の儀式を成功させる』という記憶を取り戻したアマナに連れ去られてしまい、ハワードは美那古を助けたい一心から怪異の元凶に立ち向かっていく。

## 登場人物
登場人物の外見はSIREN1、2同様にすべて演者の外見をモデルに作成されている。
また、本作は旧作『SIREN』のリメイクとも取れる設定となっており、登場人物の大半が、旧作のキャラクターと似たような立ち位置にいる（キャラによっては複数のキャラに似ている）。具体的には各キャラクターを参照。

### 主人公及び操作可能なキャラクター
ハワード・ライト（Howard Wright）
演 - ステファン・フィッシャー
この物語の主人公。2007年の人間の男性。1989年（昭和64年）7月30日生まれの18歳。
東京にあるヨリミ・インターナショナルスクールに通う学生でごく普通の若者である。
多少は日本語の心得があり、簡単な日本語を片言で話すことができる。また、日本語では可愛い感じだが、英語では容赦ない。
羽生蛇村に関する謎のメッセージを受け、羽生蛇村を訪れた。そこで儀式の生贄として捧げられそうになっていた美耶古を逃がした後、嶋田習次に銃で撃たれるが、赤い水の力で一命を取り留める。怪異の中、美耶古と再会し、共に村からの脱出を目指すが、後述の「ウロボロスの輪」が繋がらなかったため時間がループする。
タイムループ後、再び美耶古と再会し、共に刈割の封印を解くも、覚醒したアマナに美耶子を奪われ、一時的に気を失わされるが、辿り着いた屍人の巣で、霊体となった美耶古に導かれて「いんふぇるの」へ渡る。そこで犀賀省悟から宇理炎を託され、同時に彼の持っていた日本刀を手にし成体となった蚕子と異空間で激突、美耶古の力を借りて蚕子を倒す。
その後、SIREN1の須田恭也のように「全てを終わらせる」という美耶古との約束を果たすため、羽生蛇村の屍人たちを殲滅した。
『SIREN』の須田恭也の立ち位置にいるキャラクターで、羽生蛇村に興味を持って訪れる、およびそれと自身と関わる真相が同じ。ただし羽生蛇村に興味を持つきっかけは少し異なる。羽生蛇村に来るまでの経緯は自身が書いたという設定のブログに書かれている。
ファンから、流れやキャラがほぼ須田恭也に似ていることから、SDKをもじり「USDK」と呼ばれている。
サム・モンロー（Sam Monroe）
演 - ジョナサン・レッグ
2007年の人間の男性。37歳。文化人類学者かつ、マシスン大学の文化人類学部教授。
人付き合いが下手で、自説にこだわり過ぎる偏屈な性格により三流大学での閑職に甘んじている。大学で教鞭を取るが授業の人気はない模様。緊張をすると、くしゃみをしてしまう体質である。
金銭的な苦慮と家庭の事情から、娘ベラの同行を条件に半ば投げやりでTVクルーに同行し怪異に巻き込まれる。怪異の中、メリッサと合流するが、不入谷聖堂内で屍人と化したベラと遭遇、直後に怪力屍人の襲撃を受けてメリッサとはぐれ、屍人ノ巣で死亡し、蜘蛛屍人化してしまう。
タイムループ後、ソルと合流するも屍人の集団に襲われるが、偶然崖から転落したことで自分だけが助かり、不入谷聖堂の古文書から、今回の怪異が予言されていたことを知り、蚕子の復活を阻止しようと屍人ノ巣へ赴くも蚕子が復活してしまう。
最終的に蚕子はハワードに倒されたがサイレンで開いた時空の穴に落とされ、ただ一人、1976年（昭和51年）の土砂に埋まった羽生蛇村へ生還、屍人の巣で出会ったハワードに言われた言葉と循環する時間の理に従い、ハワード宛にメッセージを送る。そして、それが時間ループ（ウロボロスの輪）を生み出す原因となり、ある意味では真の黒幕のようになってしまう。
最後は1976年の現実世界に飛ばされた後、31年間（2007年まで）公園でホームレス生活を送り、怪異が起きる頃に公園で行き倒れになり、搬送先の病院で死亡した（死因は不明）。
『SIREN』の竹内多聞の立ち位置にいるキャラクターで、竹内に似て大学で教える立場におり、専門も似ているが行動や結末などは異なる部分がある。また、前田隆信の立ち位置でもあり、娘がいて娘が先に屍人化し自身も屍人化する部分が似ている。
メリッサ・ゲイル（Melissa Gale）
演 - エマ・ハワード
2007年の人間の女性。1973年（昭和48年）5月18日生まれの34歳。米国ケーブルテレビ局のドキュメンタリーレポーター。
数年前にサムと離婚しており、ベラ・モンローは実娘。仕事への情熱と、離れて暮らす娘を案じる気持ちとの葛藤に悩まされている。
取材で向かった羽生蛇村での怪異の中、サムと合流し共に不入谷聖堂へ向かう。聖堂で屍人化したベラと再会直後、怪力屍人の襲撃でサムとはぐれてしまい、その後もベラの屍人化を受け入れられず、取り憑かれたようにベラを探し求めて、屍人ノ巣で偶然居合わせたハワードを「娘から離れろ」と言って銃撃、すでに頭脳屍人化していたベラを抱擁する。
タイムループ後、病院内でベラと再会し村からの脱出を目指すも、途中で怪力屍人の襲撃に遭遇しベラを守るため自らを犠牲にし、怪力屍人と共に火だるまとなる。後に屍人化し、ベラへの想いが執着心のようになり執拗にベラを追いかけまわすようになる。その後、自身も怪力屍人化してサムと対峙するも、落雷を利用され感電し焼死する。復活直後、蜘蛛屍人化したソルに襲われているベラを目撃し、屍人化しているにもかかわらず、ベラを助けようとソルに掴みかかるもその衝撃で屍人ノ巣の一部が崩落し、ベラ、ソルと共に落ちていった。
『SIREN』の美浜奈保子と高遠玲子と前田真由美の立ち位置にいるキャラクターで、美浜はTV番組の取材で羽生蛇村を訪れて怪異に巻き込まれるという共通点があり、高遠はどちらも離婚しており、少女を救うために命を落とす、屍人化後も必死に彼女を守ろうとする場面がある点が酷似しており、前田真由美とは母親で娘がいて娘が先に屍人化し最初は受け入れられないなどが共通している。ただし最終的にメリッサは怪力屍人、奈保子は犬屍人、玲子は頭脳屍人、真由美は屍人となる点が異なる。
ベラ・モンロー（Bella Monroe）
演 - リアーナ・クロッカー
2007年の人間。10歳の小学生。サムとメリッサの娘。お下げ髪が特徴（後に8本になったりするが）。
半年前に祖母を失い、サムとの二人暮らしになり日本に来ることになった。
子供扱いされることに反発心が芽生え始めており、時折、生意気な言動を見せる。爪を噛む癖があり、メリッサに注意されている。
サムに連れられ羽生蛇村へ向かう。怪異後、一人で村を彷徨っていたところで怪力屍人の攻撃により、致命傷を負わされ、徐々に屍人化が進行、不入谷聖堂で両親と会う頃には完全に屍人化し、頭脳屍人へと変態する。
タイムループ後、自身を助けた後に屍人化したメリッサと廃屋で遭遇、脱出した先でハワードと会い、彼の協力で屍人ノ巣へ潜入する。巣内で蜘蛛屍人化したソルに追い詰められるも、怪力屍人化していたメリッサに助けられ、屍人化しても自分を助けようとするメリッサを見て安堵の表情を見せるが、その時の衝撃で屍人ノ巣の一部が崩落し、ソル、メリッサと共に落ちて行った（その後の消息はアマナの項を参照）。
『SIREN』の四方田春海・安野依子・前田知子の立ち位置にいるキャラクターで、周囲の人物の行動と末路が酷似しているが、春海と違って現世に生還することはない。また不入谷聖堂に到着する前後の状況は知子を、羽生蛇村を訪れて怪異に巻き込まれた経緯やハワードとの屍人の巣内での行動は依子に似ている。
ソル・ジャクソン（Sol Jackson）
演 - ケニー・スコット
2007年の人間。36歳。TVクルーのディレクター兼カメラマン。
「日本の山奥に生贄の習慣の残る村があった」という噂を聞きつけ、メリッサらと共に羽生蛇村を訪れた。怪異の最中、メリッサへの恋心から、彼女の娘であるベラを守るため行動を共にするが屍人に遭遇し、ベラを逃がすため自ら囮となるが、致命傷を負わされ、屍人化する。屍人化後、ベラを守るという意識が強かったためか、ベラを執拗に追いかけ回すようになる。
タイムループ後は、サムと合流するも、屍人の集団から逃げ遅れて死亡、またしても屍人化する。今回もベラへの意識が強かったのか、執拗にベラを追いかけ回し始める。最終的に蜘蛛屍人化し、ベラを追い詰めるが、怪力屍人化したメリッサに道連れにされる。
『SIREN』の名越栄治の立ち位置にいるキャラクターで、禿頭や屍人化した後、少女を執拗に追いかけ回すなどの行動が酷似している。ただし最終的にソルは蜘蛛屍人、名越は頭脳屍人となる点が異なる。また、名越はリブート版のコミック『SIREN ReBIRTH』では高遠と春海を守ろうとしたり逃がしたりしているため、そこも似ているといえる。
アマナ（Amana）
演 - アレクシス
1976年の人間。年齢不詳。村の若い求導女で、記憶を失っている。
西洋人のような異人であるが、日本語を喋ることは可能である。
「生贄の儀式」を野蛮な行為とし、止めようとするが、村人によって阻まれる。怪異の最中、ハワードと出会い、彼を導きながら行動するも、羽根屍人に連れ去られてしまう。後に不入谷聖堂で目を覚まし、そこにあった自身の日記と、自身が身に付けていたマナ字架のペンダントの入手をきっかけに記憶を取り戻していき、ついには覚醒して生贄の儀式を行うという本来の目的を思い出す。
その後、再会したハワードを火だるまにして谷へ突き落とし、彼に同行していた美耶古を連れて生贄の儀式をとり行うが、「ウロボロスの輪」が不完全であったために儀式は失敗、蚕子は復活せず、時間のループが起こる。
覚醒後に時間がループしたため、二人と遭遇時、今度はハワードを気絶させ、美耶古を屍人の巣へと連れ去った。再度儀式をとり行うも美耶古がハワードに血を分け与えていたことで不完全な蚕子（幼体）が復活してしまう。その後、蚕子幼体と共に「いんふぇるの」へ渡り、自分の身を捧げることで蚕子を成体へと進化させる。
最終的に蚕子はハワードによって倒されてしまうが、彼女はそれで「ウロボロスの輪」が完成したことに満足し、異空間の彼方へ消えていった。
彼女の正体は、時空の穴に落ち大昔へタイムスリップしてしまったベラが成長した姿である。7世紀末の羽生蛇村へとタイムスリップしたベラは飢饉最中ということもあり、空腹に苦しみ、その際、突如降臨した蚕子を空腹のあまり食べてしまったために不死の呪いを受け、生贄を蚕子に捧げ続ける宿命を背負わされてしまう。
しかし、あまりに長い時を過ごしたベラは記憶をなくし、謎の求導女アマナとなって現代の怪異に遭遇することになる。こうしたことがきっかけで「ウロボロスの輪」が生まれ、輪が不成立になるように物事が進むと時間ループが起き、輪が成立するまで何度でも時間ループが起きることになっている。
『SIREN』の八尾比沙子の立ち位置にいるキャラクターで、求導女という立場、およびそれに関した流れや行動パターンが酷似しているが、正体と結末は異なる。
犀賀省悟（さいが せいご）
演 - 服部整治/幼少期声 - 外山朔弥
1976年の人間。1946年（昭和21年）6月21日生まれ。30歳。犀賀医院の若き院長だが村の習慣に囚われ、村の暗部を担う要職に就いている。
彼は1952年（昭和27年）5月30日に事故で両親を亡くした後、犀賀家に引き取られた養子で、旧姓は三田村（みたむら）。
犀賀家で愛情を受けず育てられたため、どこか虚無的な印象をのぞかせるが、その一方で、冷徹さと凄烈さを併せ持ち妙な威圧感を放っている。
なお、英語が堪能であり、アメリカ人である他の登場人物に対しても意思の疎通が可能である。
「生贄の儀式」の祭司を務め、生贄である幸江を殺害し、さらに美耶古を殺そうとするが、ハワードによって邪魔をされ、美耶古を逃がしてしまう。怪異後、猟銃（狩猟用散弾銃）を手に村を探索中、屍人に襲われていたサムを救出し、共に向かった犀賀医院でメリッサと合流後、サムらと別れ、一人医院に残るが、もはや生きていても希望がないことを悟り、猟銃で自害する。その後、屍人化し、中ボス的存在としてハワード達を合石岳や屍人ノ巣まで追跡してくる。
タイムループ後、祈祷所で「宇理炎」に関する古文書を発見、道中で倒れていたハワードから間接的に美耶古の血を取り入れ、古文書を辿り宇理炎を入手する。
屍人ノ巣で蚕子幼体を不完全ながらも宇理炎を発動させて焼き払い、「いんふぇるの」でハワードに託す形で宇理炎を渡した直後、彼に襲い掛かり宇理炎の炎で引導を渡させ、「これで退場できる」と安堵し消滅した。
『SIREN』の宮田司郎の立ち位置にいるキャラクターで、役職の他にまともに愛情を注がれなかったところや、やや欠落した感情の持ち主という点、宇理炎を発動させ託すのも同じ。宮田以外にも牧野慶（村の暗部を担う要職に就いている一族の人間である、宮田に変わられた後）・志村晃（猟銃持ち、拳銃で自害）・神代淳（上述の牧野同様村の暗部を担う要職に就いている一族の人間である、最後の場所で襲いかかり宇理炎で焼かれる）などの複数の旧作キャラの役割を持つ。

### 操作不可能なキャラクター
美耶古（みやこ）
演 - 岡本奈月
本作のヒロイン。1976年の人間。その全てが謎に包まれた美しい少女。
儀式に生贄として捧げられているところをハワードによって救われる。後にハワードと再会し共に村からの脱出を目指すも、途中で屍人化した犀賀の銃撃を浴び、アマナに連れ去られ生贄にされるが、直後に時間のループが起こる。
タイムループ後、再びハワードと再会し行動を共にするが、またもアマナに連れ去られてしまう。屍人ノ巣で生贄として火だるまにされてしまうが、自身の血をハワードに分け与えていたために蚕子は不完全な幼体で復活をする。その後、霊体となってハワードの前に現れ、「村も村人たちも全て消し去ってほしい」と願いを告げ、彼を「いんふぇるの」へと導き、助言を与え蚕子を倒させた。
その後はハワードと共に村へ戻り、屍人を殲滅する彼の力となった。
『SIREN』の神代美耶子の立ち位置にいるキャラクターで、設定と役割がほぼ同じで役者も同一人物。違いは盲目ではないことと血筋の呪いではないこと。
河辺幸江（こうべ ゆきえ）
演 - チャン・リーメイ/声 - 杉崎綾子
1976年の人間。24歳看護師で犀賀とは恋仲。
サムやメリッサが目撃した謎の儀式で、生贄として犀賀に殺害された看護師で、最初のサイレンと共に屍人化し、サム達テレビクルーのまえに笑いながら姿を現す。その後、犀賀を探しに病院へ侵入し、メリッサと遭遇した。
タイムループ後、最終的に頭脳屍人化し、犀賀省悟の前に度々立ちはだかるが、犀賀によって杭で心臓を貫かれる。
生前は犀賀と恋仲であるが、彼を想うあまり、隠し撮りや尾行を行う一面も見せていた。
『SIREN』の恩田美奈の立ち位置にいるキャラクターで、医師と恋仲であった看護師という点や彼に殺され屍人化する点が同じ。またどちらも形状変化が少ない頭脳屍人となる。
嶋田習次（しまだ しゅうじ）
演 - 白石タダシ/声 - 大山高男
1976年の人間。年齢は不明。儀式を偶然目撃したハワードの前に立ち塞がる異様な佇まいをした警察官で巡査部長。痩せているが極度の甘党で大食漢。
異変前、少なくとも前日正午以降から屍人化の兆候が見え始めており、既に駐在所周辺の村人や取材に来た日本のテレビクルーを殺害している。
村人同様にハワードを襲撃し、民家に追い詰めるも、抵抗されたため崖下へ滑り落ち、胴を木材で貫かれ致命傷を負い死亡する。
最初のサイレンによって本格的に屍人化し、ハワードを銃撃した後、村を徘徊し始め、犀賀に狙撃されたりしながらも食事のために食堂がある波羅宿に現れた。アマナが覚醒した際は他の屍人達と共にアマナを祝福した。後に羽根屍人化し、屍人ノ巣にある飲食店で食事していた。
タイムループ後、再び食事目的で波羅宿に現れた。その後再び羽根屍人化し、屍人ノ巣へとやって来たハワードとベラの前に度々立ちはだかるが、蛾型の頭脳屍人を倒されて動きをとめる。
警察官としては模範的であり、川で溺れた村の子供を助け、その子から感謝の手紙が送られるなどしていた。
『SIREN』の石田徹雄の立ち位置にいるキャラクターで、警察官であることや冒頭に登場する警官屍人という点、生前の性質や羽根屍人化するという点が似ている。ただし結末は異なる。
伊東文子（いとう ふみこ）
1976年の人間。伊東家の娘。「つとむくん」というボーイフレンドがいるらしい。
両親、祖父と共に田堀集落にある一軒家で暮らす女子高校生。兄は東京にいるらしく、登場しない。
怪異により屍人化し、家族とともに自宅で笑いの絶えない一家団欒を過ごす。最初から屍人として登場する嶋田や幸江と同様に、同じ顔の個体（共通の役者が演じる屍人）が存在しない固有の屍人である。
自身を含めた伊東家の家での行動は『SIREN』における屍人化後の前田家を彷彿とさせる（ただし、『SIREN』では祖父に該当する人物は登場していない）。

### 「羽生蛇村を求めて」「エピソード0」のキャラクター
豊島みちこ（とよしま みちこ）
演 - 西島まどか
2007年の人間。北海道出身。25歳。TVレポーター。愛称は「みっちゃん」。
短大在学中から清涼飲料水（麦茶）のキャンペーンギャルとして活躍。現在はレポーターだけでなく、ナレーション、声優業にも挑戦中。好きな食べ物はジンギスカンの温玉のせ。
羽生蛇村の廃屋の中を撮影中、屍人に襲われ山口祐介と共に山奥へ逃げるが、その過程で怪異に巻き込まれる。その後、山口とはぐれ、泣きながら彷徨っていたところ田中を発見し、救いを求めるも屍人化した彼に殺害される。
彼女の想い人は、田中尚人である。
山口祐介（やまぐち ゆうすけ）
2007年の人間。東京都出身。35歳。TVディレクター。未婚。
専門学校卒業後、ADとしてさまざまな番組に参加。30歳にして現在の制作会社に所属、動物系や大家族モノのバラエティー番組を得意とする。
好きな食べ物はキムチ。ヤミピカリャーと「N.T.」のイニシャルが刻印されたオイルライターを愛用している。
屍人襲撃の際、豊島みちこと共に山奥へ逃げるが、追ってきた嶋田習次に足を撃たれ、逃げ延びた先で、再び嶋田の襲撃に遭い命を落とす。
清水剛（しみず たけし）
2007年の人間。群馬県出身。24歳。山口祐介と同じ専門学校の出身。未婚。
フリーのカメラマンとして活動中。主にドキュメンタリーの仕事が多い。好きな食べ物はカレー。
屍人の襲撃後、3人とはぐれてしまい、ライブカメラで助けを求めるも、その途中で廃屋の中にいた屍人に襲われ死亡する。
田中尚人（たなか なおと）
2007年の人間。栃木県出身。43歳。音声マン。離婚歴あり。
フリーの音声マンとして、ドラマ、CM、映画の現場で活躍。好きな食べ物は塩サバ焼き。
屍人の襲撃の際、逃げ遅れて嶋田習次に絞殺され、屍人化。

## 登場する敵

### 屍人（しびと）
赤い水の影響により、人でなくなってしまったおぞましい不死の存在で、恍惚とした表情で村を巡回している。
屍人化した者は、目、鼻、口などあらゆるところから赤い水を流し、体のいたる箇所に斑点のような模様が浮かび上がり、同時に妖精のような発光体が舞うなど幻想的な風景が見えるようになる。
公式で紹介されている名前付き屍人以外にも、アーカイブや家屋の表札、喋っている事柄などから名前等が判明している屍人が複数いる。
旧作では人型（半屍人）からさらに変異した屍人は頭脳屍人以外は自我を完全に失っていたが、本作ではどの屍人もかろうじて自我が残っているらしく、様々な台詞を聞くことができるが、どの形態の屍人も思考能力や生態は屍人のそれであり、人間を見つけるとすぐさま襲ってくるため意思疎通は不可能である。
本作では屍人が更に凶暴化し、攻撃パターンも増えている（特に素手による攻撃）。また旧作では戦闘不能になった屍人は再度復活するまでその場にうずくまり丸まっていたが、本作では倒されると一般的なゾンビゲームのようにその場に倒れ伏し、一定時間経過するとまたふらふらと立ち上がって襲ってくる。
旧作で変異屍人の一種として登場していた犬屍人だが、本作では登場しない。
人型屍人（ひとがたしびと）
屍人の基本形態。ここから以下の屍人に変態する。作中キャラでは犀賀と伊藤一家がこの姿。
外見は旧作の半屍人と違い肌の色は生前と変わらず、眼は赤く染まっている。また行動は基本的に旧作の半屍人と同じだが、男性の屍人の方が耐久力が高く、怯みにくい。
なお、旧作での素手時の攻撃は、相手の首を絞める程度であったが、本作では前作の闇人のように殴ってくるようになった。また、相手の首をへし折ったりするなど、いわゆる「フェイタルムーブ」を繰り出してくる場合もある。
作中の屍人の大半は生前の行動（田植え・昼寝・食事など）を繰り返しており、旧作の半屍人のように銃や農具で武装し、周囲を警戒している個体は本作中ではわずかである。
彼らは「仲間になれぇぇぇ」「一緒に行こうかぁぁぁああ」と叫びながら攻撃してくることがあるが、これは前述した幻想的な世界へ連れて行こうとしているためである。
本作では旧作の海送り・海還りに相当する設定が語られておらず、人型屍人からどのような経緯で以下の屍人に変態するのかは不明。
蜘蛛屍人（くもしびと）
屍人の変態の一種。作中キャラではサム、ソルがこれに変態する。
背中部分は昆虫の腹部を思わせる形状に異様に膨れ上がっており反り返るようにねじれた下半身と頭が特徴（一見すると蜘蛛というより、ブリッジ姿勢で歩く蜘蛛歩きの人間が巨大な蚤に寄生されているように見える）。
蜘蛛と名がつくからか、側壁や天井を這いまわることが出来るようになっている。
なお、前作では男性のみの変態であったが、本作では女性でもこの形体になる。
羽根屍人（はねしびと）
屍人の変態の一種。作中キャラでは嶋田習次がこれに変態する。
頭部から蝉を思わせる巨大な羽根が生え、両目から触角も生えた姿をしている。前作組同様に空中から襲撃をしてくる。羽音をそのまま声にしたような会話をする。
頭部が被り物のように大きく変形していた前作組と異なり、本作ではある程度人間の原型を留めている。また前作組は基本的に全員銃を携行していたが、本作では素手や近接武器がメインで嶋田を除き銃を携行している個体はいない。
前作組は男性のみの変態であったが、本作では女性もこの形体になる。
怪力屍人（かいりきしびと）
屍人の変態の一種。作中キャラではメリッサがこれに変態する。
非常な巨体に長細い手足、芋虫を思わせる肌の質感が特徴。肥大化した芋虫から人間の細い手足を生やして頭の代わりに人間の顔を取り付けたような、胴と首が異様に長い奇怪な姿をしている（人間が芋虫の着ぐるみを着込んでいるような滑稽な姿にも見える）。声は赤ん坊のような高いトーンであり、一層不気味さを感じさせる。
その名の通り怪力でその力は人知を超えており、片手で大きな物（ポスト等）を投げ飛ばしたりする。
巨体に見合った耐久力を持ち、銃撃や打撃などの通常の攻撃で倒すことが出来るが、相当の量の弾丸、器量を使うこととなる上、復活に要する時間がほんの数秒である強敵。重い物を投げる攻撃は当たると即死する威力を持つ。
登場個体数は少ないものの、前作に登場した闇人甲式、闇人乙式のように要所に関門として配置されており、中ボスに近い存在。
頭脳屍人（ずのうしびと）
屍人の変態の一種。 作中ではベラ・モンローと河辺幸江がこれに変態する。
人の面影を残しているが、頭部のみ醜悪な様相をしている（人間の原型を留めない者もいる）。
旧作同様に蜘蛛屍人、羽根屍人、怪力屍人を統率し、頭脳屍人を倒すことでこれらの屍人を行動不能にすることができる。
旧作では変容した頭部の形状は水棲生物がモチーフであったが、本作では昆虫などの蟲がモチーフとなっている。他、本作ではブレインという呼び方はしない。
作中では、ベラや幸江以外にも以下のバリエーションが登場する。
変態途中
刈割（エピソード10）にて登場する。
元は男性。目が昆虫のような形に変化し、顔が開いている。
接近されると全力で逃げ出すヘタレ系と思いきや、追い詰められると手にした武器で逆に襲い掛かる。
ヤスデ型
合石岳（エピソード6）にて登場する。
元は男性。頭部が数匹のヤスデが三つ編み状に絡まった様な形態に変化し、天井からぶら下がっている。
見た目は奇怪で強そうに見えるが、頭部のヤスデたちの統率がめちゃくちゃだからなのか、もがくだけでその場からは動けないというある意味可哀想な形態。
蜂型
屍人ノ巣（エピソード7）にて登場する。
元は男性。頭部が蜂のような形状に変化している。
ヤスデ型同様強そうなのだが、接近されると全力で逃げ出すヘタレ系の形態。
蛾型
屍人ノ巣（エピソード11）にて登場する。
元は女性。頭部が蛾のような形状に変化しており、羽根屍人のように飛行できる。
接近されると空中に逃げ出す、ある意味ヘタレ系の形態。
原型を留めていない頭脳屍人
塊型
病院（エピソード5）にて登場する。
人型を完全に失い、黒ずんだ肉塊のような姿に変貌している。
姿故に自力では何も行動出来ず、屍人化した河辺幸江に車椅子で運ばれている。
巨大な顔
波羅宿（エピソード9）にて登場する。
人型をとどめてはいるが右目が潰れ気味の巨大な顔のみの姿と化している。頭部が緑色がかっており顔自体は黄色と血の混じった色合いをしている。なお、口には歯や舌もしっかりある。
首から下が無いため、肉塊型同様に自力で動くことが出来ない形態である。
とある押し入れに横たわって隠れており、見つかるとやかましく悲鳴をあげる。倒すと何故か舌を出す。

### 固有の屍人
『SIREN』における石田、名越、美奈と同様に、習次、ソル、幸江の三名がプレイヤーの敵として序盤から終盤まで幾度も立ち塞がる。
嶋田習次
狂人化
エピソード1チャプター2に登場する、ゲーム中の最初に遭遇する敵。
赤い水の影響により狂人と化した嶋田。手にしている武器は38口径短銃。
能力は男屍人と大差は無いものの、一升瓶（と素手）では倒せない。だが、一升瓶で攻撃すると警察手帳を落とす。
人型屍人
エピソード4チャプター2とエピソード9チャプター4に登場する。
完全に人型屍人と化した嶋田。手にしている武器は38口径短銃。
能力は他の男屍人と大差はないが、エピソード4では倒されても武器を手放さない。
当初は食堂を目指して歩き、食堂にある「はにゅうめん」を発見すると食べ始め、完食すると冷蔵庫を漁りだす。
羽根屍人
エピソード7チャプター2とエピソード11チャプター4に登場する。
羽根屍人へと変態した嶋田。手にしている武器は38口径短銃。
耐久力は周りの羽根屍人と大差はないが、相変わらず倒されても武器を手放さない。
エピソード11ではスタート地点と目的地付近を警戒している上、対峙することになるハワードが銃を入手出来ないため、頭脳屍人を倒す以外に対抗手段がない。
エピソード7では条件を満たしているときに限り、うどん屋で「はにゅうめん」を食べる。
ソル・ジャクソン
人型屍人
エピソード3チャプター2、エピソード6チャプター4、エピソード8チャプター4、エピソード9チャプター4に登場する。
屍人と化したソル。能力は他の男屍人と大差ない。
エピソード3とエピソード9では素手、エピソード6とエピソード8では女性が扱えない重い武器であるテレビカメラを手にして現れる。エピソード9では落ちている武器があれば拾う。エピソード8では対峙することになるメリッサや他の屍人が女性であるため、重い武器であるテレビカメラは実質的にソル専用の武器となっている。
また、エピソード6では操作するキャラクターであるベラがすでに屍人化しかけているため、襲ってこない。
蜘蛛屍人
エピソード12チャプター2に登場する。
蜘蛛屍人へと変態したソル。ベラを優先して狙う。
僅か10秒で復活する上、他の蜘蛛屍人5体と共に現れる。
河辺幸江
人型屍人
屍人と化した幸江。手にしている武器はメスで、倒すと奪える。
能力は他の女屍人と大差はないが、黒ずんだ肉塊のような形態の頭脳屍人を車椅子に乗せて病院の地下を移動している。
頭脳屍人
エピソード11チャプター2に登場する。
頭脳屍人へと変態した幸江。素手で現れるが、軽い武器があれば拾う。
耐久力は他の頭脳屍人と大差はないが、倒されてもわずか10秒で復活する上、他の頭脳屍人と違い好戦的。対峙することになる省悟が杭を入手すると一転して逃げ回るようになる。操っている屍人は蜘蛛屍人と怪力屍人。
なお、倒したあと復活する前に杭を胸に突き刺すことで復活不可能な状態にできる。
サム・モンロー
蜘蛛屍人
エピソード7チャプター4に登場する。
蜘蛛屍人と化したサム。能力は他の蜘蛛屍人と大差はない。
なお、条件を満たしていると倒した際に缶切りを落とす。
ベラ・モンロー
人型屍人
エピソード6チャプター4に登場。
屍人と化したベラ。操作キャラクターとしてプレイヤーが操作することになる。
頭脳屍人
エピソード7チャプター4に登場する。
頭脳屍人へと変態したベラ。蜘蛛屍人と怪力屍人を操る。
小屋に閉じ籠っている。倒す必要はなく、小屋に辿り着くだけでクリアとなる。
実はベラが操る屍人の中には父親であるサムがいたりする。
伊東文子
人型屍人
エピソード10チャプター2に登場する。操作キャラクターのベラが捕まると即ゲームオーバーとなる。
屍人と化した伊東家の娘。武器は持たない。
主な行動は子供部屋でラジカセを鳴らして机の上のノートに落書きをし、電話をかけ、鏡を見る。なお、登場する伊東家の面々の中で唯一、顔や服装、台詞が同じ個体が存在しない固有の屍人である。
なお、撮影スタッフからは通称「女子高生屍人」と呼ばれていた。
メリッサ・ゲイル
人型屍人
エピソード10チャプター2に登場する。
屍人と化したメリッサ。素手で現れる。ベラを見失うと門のねじ鍵を締める。
対峙することになるベラは武器を扱えない少女であるため、逃げ回ることになる。
怪力屍人
エピソード12チャプター2に登場する。
怪力屍人へと変態したメリッサ。能力は他の怪力屍人と大差はない。最初の武器は引きちぎったガードレールだが、すぐに投げる。
対峙することになるサムはレンチやハンマー程度の武器しか拾えないため、普通に倒すことはほぼ不可能。テレビアンテナを3本投げて突き刺すと、落雷の直撃を受けて沈黙する。
犀賀省悟
人型屍人
エピソード6チャプター2とエピソード7チャプター2に登場する。
屍人と化した犀賀。手にしている武器は狩猟用散弾銃（エピソード7では武器を奪える）。
エピソード6では攻撃を受けても全く怯まない、所謂スーパーアーマーであり、トロッコで接近されると地下に逃げる。サイレンを鳴らすと地上に誘き寄せられる。
不死化
エピソード12チャプター4に登場する。
ハワードの血を輸血したことで不死と化した犀賀。武器は改造散弾銃と日本刀「焔薙」。
当初は改造散弾銃で攻撃してくるが、一定のダメージを受けると銃を捨て焔薙を手に襲いかかってくる。焔薙に持ち替えた省悟に一定のダメージを与えると扱えるようになる宇理炎で倒すことができる。

### 蚕子（かいこ）
旧作の堕辰子に相当する、本作のラスボス。
不完全な状態で復活した幼体は巨大な蛆のような姿、完全体として蘇った姿は昆虫の羽根や腹部や脚などのパーツをまばゆい光とともにバラバラに組み替えて様々な形態をとる。
旧作の生物的でおぞましい姿をしていた堕辰子や堕慧児、母胎と比べるとかなりゲーム的なRPGを思わせる風体をしたモンスターである。
パーツを集合させ蝿のようにも植物にも見える奇怪な姿をとって浮遊することもあれば、パーツを一列に並べて中空で蛇のようにのた打ったり円を描くように回転し、攻撃を加えるとパーツが周囲に弾け飛んでプレイヤーの視界の外に再集結して実体化するなど、その挙動も生物というよりもゲーム色の強いものとなっている。

## 登場する武器

### 鈍器
スパナ
熊手
火掻き棒
灰皿
案内板
フライパン
アルトリコーダー
ふとん叩き
魔法瓶
ネイルハンマー
薪
柄杓
トロフィー
傘
鎌
鉈
鋸
目戸斧
そば切り包丁
メス
包丁
ドス
つるはし
鉄パイプ
シャベル
平鍬
三枚鍬
バール
ハンマー
テレビカメラ
杵
松葉杖
ワイヤーカッター
白いギター
大鎌
切斧
刃広
一升瓶
ビール瓶
尿瓶
蛍光灯
ウイスキーボトル

### 銃器
38口径短銃
狩猟用散弾銃
改造散弾銃
狩猟用狙撃銃

### その他
狩猟罠
狩猟で使用されるトラバサミ罠。
発煙筒
大量の煙で非常事態を知らせ注意を促す器具。
焔薙
犀賀が持っていた打刀。
宇理炎
犀賀が羽生蛇鉱山最深部で発見した謎の物体。